# Saldinia axillaris
Saldinia axillaris là một loài thực vật có hoa trong họ Thiến thảo. Loài này được (Lam. ex Poir.) Bremek. miêu tả khoa học đầu tiên năm 1957.